# 라이커스섬

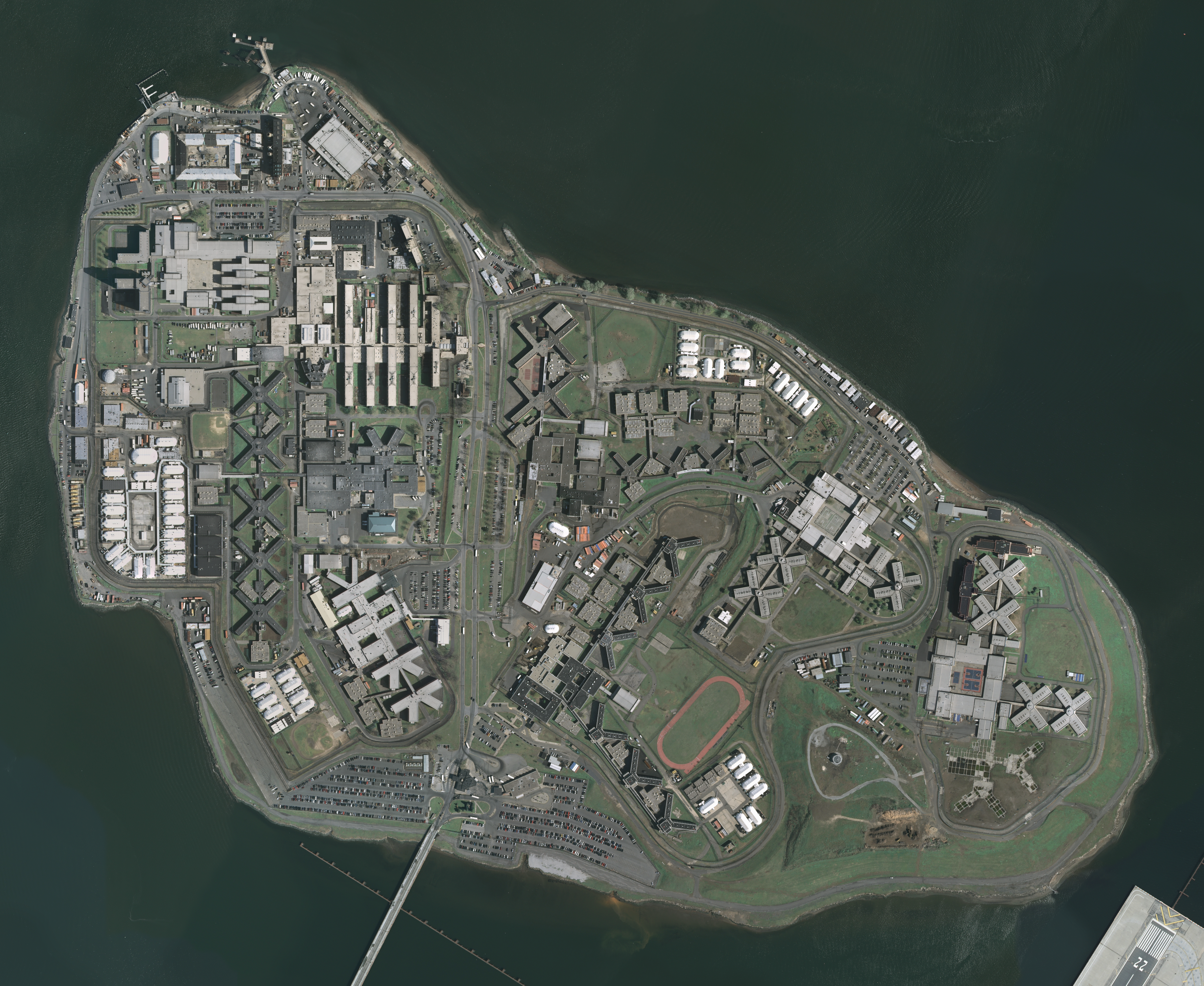
라이커스 섬의 항공 사진

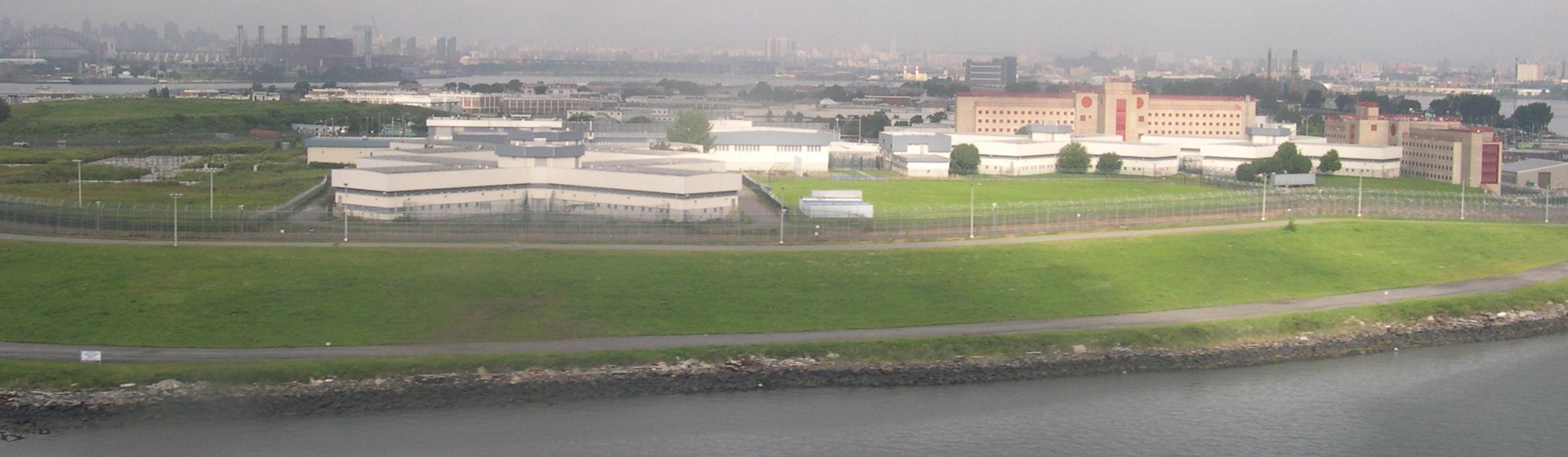
라이커스 섬의 전경

라이커스섬(영어: Rikers Island)은 미국 뉴욕주 뉴욕 이스트 강에 있는 섬이다. 퀸스와 브롱크스 사이에 있다. 라가디아 공항에 가까운 애스토리아와 라이커스 아일랜드 다리로 연결되어 있다. 뉴욕의 행정구로는 브롱크스에 포함되지만, 퀸스 커뮤니티 보드 1에 소속되어 있으며, 퀸스의 ZIP 코드 11370이 주어져 있다.
섬 전체가 교도소로 이루어져 있으며, 미결 구금의 피고나 단기 금고형 수감자들을 수용하고 있다. 이곳은 뉴욕의 주 교도소이며, 세계 최대 규모의 교정 시설이다.
명칭은 과거의 소유자인 네덜란드 정착민 아브라함 라이켄 (Abraham Rycken)에서 유래한다. 그는 1638년에 롱아일랜드로 이주해 왔다. 1884년 그의 자손이 뉴욕에 매각하고 이후 감옥으로 사용되고 있다. 미국 남북 전쟁 중에는 군대 훈련 장소로 이용되었다.